# Vereecken

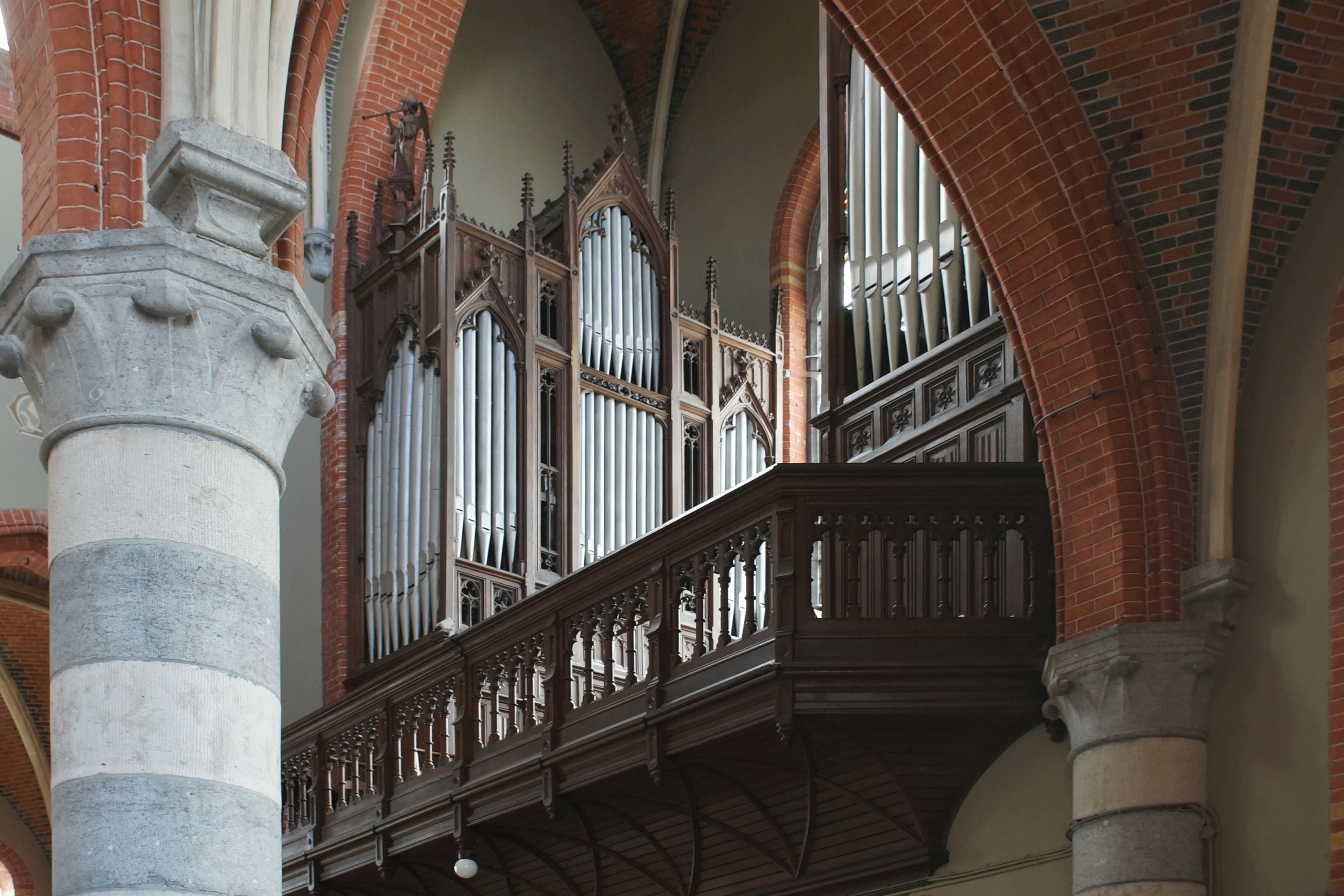
Vereecken-orgel in de Onze-Lieve-Vrouw van Bijstandkerk te Aalst

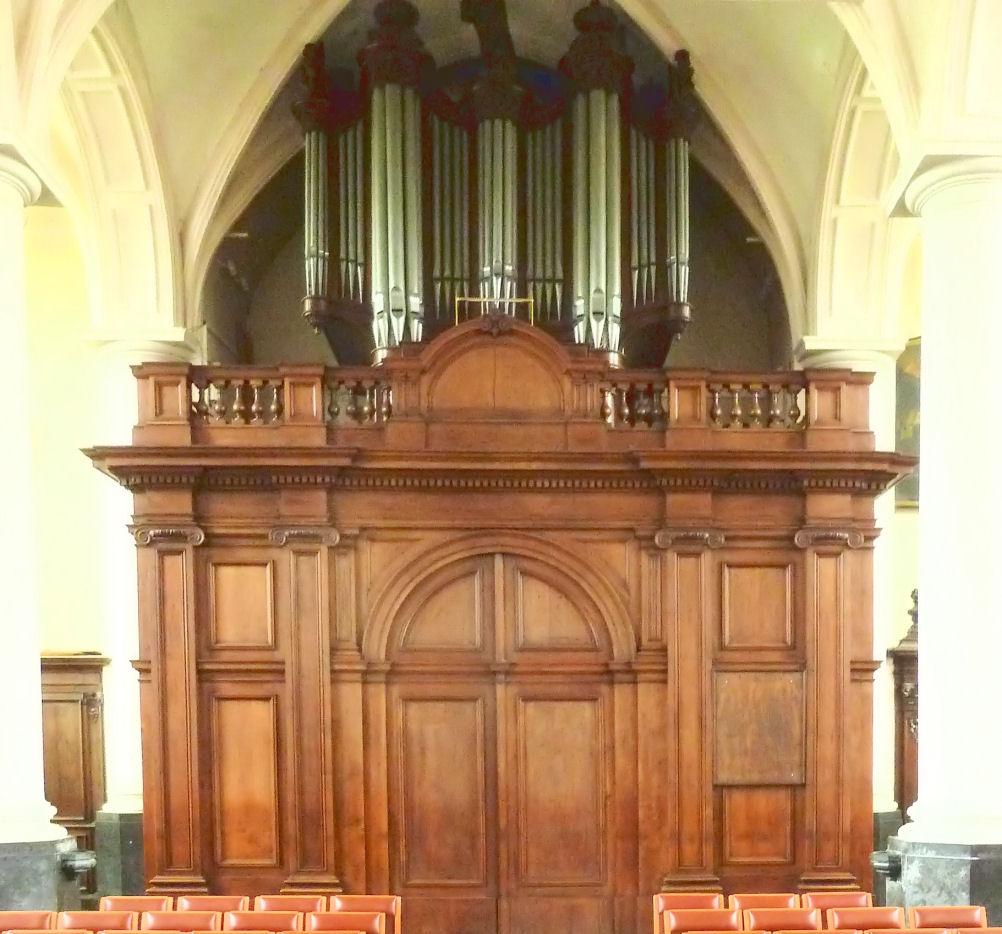
Orgel uit 1876 in de St.-Catharinakerk te Sinaai

Tussen circa 1845 en 1924 waren twee generaties van de familie Vereecken, Petrus-Johannes Vereecken en zonen, werkzaam als orgelbouwers in Gijzegem.

## Biografie
Petrus-Joannes Vereecken (Mespelare, 1803 – Gijzegem, 1889). 
Petrus Vereecken was meubelmaker die gepassioneerd was door muziek. Hij had vier zonen: Felix (° 1844), Joannes (° 1846), Lodewijk (° 1849) en Petrus (° 1851). Zijn oom Alexander was koster-organist te Berlare.
Rond 1845 begon hij - geïnspireerd door de orgelbouwer Van Peteghem – zelf orgels te bouwen. Hij woonde toen nog in Mespelare. Toen hij zich later met zijn bedrijf naar Gijzegem verhuisde, werkten zijn zonen ook mee in het bedrijf, dat ze na de dood van hun vader zouden verder zetten tot omstreeks 1924. Dan werd het atelier verkocht. 

## Orgelbouwstijl
De orgelbouwers Vereecken kenden in hun oeuvre een overgang van het classicistische orgel naar het zuiver romantische orgel.  Zo is het orgel van vader Petrus in Dikkele (Zwalm) uit 1870 nog een mooi voorbeeld van een ambachtelijk laat-classicistisch orgel en is het orgel van de volgende generatie in de Sint-Jozefkerk in Aalst (1900) misschien wel het hoogtepunt van hun symfonisch-romantische orgeltype, naar Frans voorbeeld.

## Werklijst orgels
Het werkgebied van de Vereecken orgelbouwers omvatte vooral een groot deel van Oost-Vlaanderen (o.a te Aalst). Hun werklijst vermeldt zowat 38 nieuwe pijporgels, daarnaast ook een heel pak onderhoudswerken en verbouwingen van bestaande instrumenten. 
Zo staan onder andere Vereecken-orgels (waarvan verschillende beschermd zijn) in:
- 1850 Schoonaarde (Dendermonde) O.-L.-Vrouw-van-Zeven-Weeënkerk
- 1857 Iddergem (Denderleeuw) Heilige Amanduskerk
- 1861 Burst (Erpe-Mere) Sint-Martinuskerk
- 1864 Waasmunster (Centrum) Onze Lieve Vrouw en Sint-Petrus en Pauluskerk
- 1870 Middelbeers (Oirschot) (NL) Sint-Willibrorduskerk
- 1870 Dikkele Sint-Pietersbanden
- 1871 Grembergen (Dendermonde) Sint-Margaretakerk
- 1872 Sint-Kruis-Winkel (Gent) Heilig-Kruiskerk
- 1872-1873 Heusden (Destelbergen) Heilig-Kruiskerk
- 1874 Sombeke (Waasmunster) Sint-Rochuskerk
- 1875-1877 Haaltert Sint-Gorikkerk
- 1876 Sinaai (Sint-Niklaas-Waas) Sint-Catharinakerk
- 1880 Denderwindeke (Ninove) Sint-Pieterskerk
- 1880 Berlare Sint-Pietersbandenkerk
- 1884-1892 Haasdonk (Beveren) Sint-Jacobus de Meerderekerk
- 1885-1887 Rupelmonde (Kruibeke) O.-L.-Vrouwekerk
- 1888-1891 Bornem Sint-Bernardusabdijkerk
- 1890 Overmere (Berlare)  O.L.Vrouw Hemelvaartkerk (het eerste Vereecken-orgel met pneumatische tractuur)
- 1895 Letterhoutem (Sint-Lievens-Houtem) Heilig-Kruisverheffingkerk  (kerk met inboedel door brand vernield in 1936)
- 1898 Knesselare Sint-Willibrorduskerk
- 1900 Aalst Sint-Jozefkerk
- 1902 Dendermonde Abdijkerk  (orgel vernield door brand in 1914)
- 1903 Sint-Martens-Lierde (Lierde) Sint-Martinuskerk
- 1908 Wortegem Onze-Lieve-Vrouw Geboortekerk
- 1910 Mijlbeek (Aalst) O.L.Vrouw van Bijstandskerk
- 1913 Dentergem O.L.Vrouw en Sint-Stefanuskerk 1913 (voorlaatste orgel van de Vereeckens)

- Datum niet bekend Herdersem (Aalst) O.-L.-Vrouwkerk